# Ordens de magnitude para massa
Para ajudar a comparar diferentes ordens de magnitude, a seguinte lista descreve vários níveis de massa entre 10−36 kg e 1053 kg.
| Fator (kg)            | Valor          | Item                                                                                     |
| --------------------- | -------------- | ---------------------------------------------------------------------------------------- |
| 10−36                 | 1.783×10−36 kg | Um eV/c², a massa equivalente de um eletronvolt de energia.                              |
| 10−36                 | 3.6×10−36 kg   | Elétron neutrino, limite superior de massa (2 eV/c²)                                     |
| 10−35                 |                |                                                                                          |
| 10−34                 |                |                                                                                          |
| 10−33                 |                |                                                                                          |
| 10−32                 |                |                                                                                          |
| 10−31                 | 9.11×10−31 kg  | Elétron (511 MeV/c²), a mais leve partícula elementar com uma massa de repouso não nula. |
| 10−30                 |                |                                                                                          |
| 10−29                 |                |                                                                                          |
| 10−28                 | 1.9×10−28 kg   | Múon (106 MeV/c²)                                                                        |
| 10−27 yoctograma (yg) | 1.661×10−27 kg | Unidade de massa atômica (u) ou dalton (Da)                                              |
| 10−27 yoctograma (yg) | 1.673×10−27 kg | Próton (938.3 MeV/c²)                                                                    |
| 10−27 yoctograma (yg) | 1.674×10−27 kg | Átomo de hidrogênio, o mais leve átomo                                                   |
| 10−27 yoctograma (yg) | 1.675×10−27 kg | Nêutron (939.6 MeV/c²)                                                                   |
| 10−26                 | 1.15×10−26 kg  | Átomo de lítio (6.941 u)                                                                 |
| 10−26                 | 2.99×10−26 kg  | Molécula de água (18.015 u)                                                              |
| 10−26                 | 7.95×10−26 kg  | Átomo de titânio (47.867 u)                                                              |
| 10−25                 | 1.79×10−25 kg  | Átomo de prata (107.8682 u)                                                              |
| 10−25                 | 1.6×10−25 kg   | bóson Z (91.2 GeV/c²)                                                                    |
| 10−25                 | 3.1×10−25 kg   | Quark "top" (173 GeV/c²), a mais pesada partícula elementar conhecida                    |
| 10−25                 | 3.2×10−25 kg   | Molécula de cafeína (194 u)                                                              |
| 10−25                 | 3.45×10−25 kg  | Átomo de chumbo-208, o mais pesado isótopo estável conhecido                             |
| 10−24 zeptograma (zg) |                |                                                                                          |
| 10−23                 |                |                                                                                          |
| 10−22                 | 1.1×10−22 kg   | Molécula de hemoglobina A do sangue                                                      |
| 10−21 attograma (ag)  |                |                                                                                          |
| 10−20                 | 10−20 kg       | Um pequeno vírus                                                                         |
| 10−19                 |                |                                                                                          |
| 10−18 femtograma (fg) |                |                                                                                          |
| 10−17                 | 1.1×10−17 kg   | Massa equivalente de um joule                                                            |
| 10−17                 | 4.6×10−17 kg   | Massa equivalente de uma caloria                                                         |
| 10−16                 | 7×10−16 kg     | Bactéria Escherichia coli (E. coli)                                                      |
| 10−15 picograma (pg)  |                |                                                                                          |
| 10−14                 |                |                                                                                          |
| 10−13                 |                |                                                                                          |
| 10−12 nanograma (ng)  | 10−12 kg       | Célula humana média (1 nanograma)                                                        |
| 10−11                 |                |                                                                                          |
| 10−10                 | 3.5×10−10 kg   | Um pequeno grão de areia (0,063 mm de diâmetro, 350 nanogramas)                          |
| 10−9 micrograma (µg)  | 2×10−9 kg      | Massa do óvulo humano, na massa incerta do quilograma protótipo (2 microgramas)          |
| 10−8                  | 2.2×10−8 kg    | Massa de Planck                                                                          |
| 10−7                  |                |                                                                                          |
| 10−6 miligrama (mg)   | 1–2×10−6 kg    | Massa típica de um mosquito (1–2 miligramas)                                             |
| 10−5 centigrama (cg)  | 1.1×10−5 kg    | Grão grande de areia (2 mm de diâmetro, 11 miligramas)                                   |
| 10−4 decigrama (dg)   | 1.5×10−4 kg    | Quantidade típica de cafeína em uma xícara de café (150 miligramas)                      |
| 10−4 decigrama (dg)   | 2×10−4 kg      | Carat métrica (200 miligramas)                                                           |
| 10−3 grama (g)        | 10−3 kg        | Um centímetro cúbico de água (1 grama)                                                   |
| 10−3 grama (g)        | 8×10−3 kg      | Moedas típicas: euro (7.5 gramas) e Dólar dos E.U. A. (8.1 gramas)                       |
| 10−2 decagrama (dag)  | 1.2–4×10−2 kg  | Camundongo adulto (Mus musculus, 12–40 gramas)                                           |
| 10−2 decagrama (dag)  | 2.4×10−2 kg    | Quantidade de etanol em uma dose de destilado (24 gramas)                                |
| 10−2 decagrama (dag)  | 2.8×10−2 kg    | Onça (avoirdupois) (28.35 gramas)                                                        |
| 10−1 hectograma (hg)  | 0.15 kg        | Fígado humano (150 gramas)                                                               |
| 10−1 hectograma (hg)  | 0.454 kg       |                                                                                          |

## 1 kg e mais
| Fator (kg)                                   | Valor           | Item                                                                              |
| -------------------------------------------- | --------------- | --------------------------------------------------------------------------------- |
| 1 kg quilograma (kg)                         | 1 kg            | Um litro de água, aprox.                                                          |
| 1 kg quilograma (kg)                         | 3 kg            | Bebê humano recém-nascido                                                         |
| 1 kg quilograma (kg)                         | 4.0 kg          | Women's shotput                                                                   |
| 1 kg quilograma (kg)                         | 5–7 kg          | Gato doméstico                                                                    |
| 1 kg quilograma (kg)                         | 7.26 kg         | Men's shotput                                                                     |
| 101 miriagrama (mag)                         | 10–30 kg        | Um monitor CRT de computador, ou uma televisão CRT.                               |
| 101 miriagrama (mag)                         | 15–20 kg        | Cão de tamanho médio                                                              |
| 101 miriagrama (mag)                         | 70 kg           | Humano adulto; cão grande                                                         |
| 102 quintal métrico (q)                      | 180–250 kg      | Leão maduro, fêmea (180 kg) e macho (250 kg)                                      |
| 102 quintal métrico (q)                      | 700 kg          | Vaca                                                                              |
| 102 quintal métrico (q)                      | 907.18474 kg    | 1 tonelada curta (2000 libras - EUA)                                              |
| 103 megagrama (Mg) (ou tonelada métrica) (t) | 1000 kg         | Tonelada métrica/ton; um metro cúbico de água                                     |
| 103 megagrama (Mg) (ou tonelada métrica) (t) | 1016.0469088 kg | Ton (Britânica) / 1 tonelada longa (2240 libras - EUA)                            |
| 103 megagrama (Mg) (ou tonelada métrica) (t) | 800–1600 kg     | Automóvel de passeio típico                                                       |
| 103 megagrama (Mg) (ou tonelada métrica) (t) | 3000–7000 kg    | Elefante adulto                                                                   |
| 103 megagrama (Mg) (ou tonelada métrica) (t) | 5000 kg         | Uma colher de chá (5 ml) de material das anãs brancas (5 tons)                    |
| 104                                          | 1.1×104 kg      | Telescópio espacial Hubble (11 tons)                                              |
| 104                                          | 1.2×104 kg      | O maior elefante registrado (12 tons)                                             |
| 104                                          | 1.4×104 kg      | Sino do Big Ben (14 tons)                                                         |
| 104                                          | 4.4×104 kg      | Carga normal de um caminhão cavalo mecânico-reboque (44 tons)                     |
| 104                                          | 6.0×104 kg      | O maior meteorito, Meteorito Hoba West (60 tons)                                  |
| 104                                          | 8–10×104 kg     | Maior dinossauro conhecido, o Argentinosaurus (80–100 tons)                       |
| 105                                          | 1.8x105 kg      | O maior animal conhecido, a baleia azul (180 tons)                                |
| 105                                          | 1.87×105 kg     | Estação Espacial Internacional (187 tons)                                         |
| 105                                          | 6×105 kg        | Antonov An-225 (o mais pesado avião) com carga máxima (600 tons); vazio: 250 tons |
| 106 gigagrama (Gg)                           | 1.25×106 kg     | Tronco da Sequóia gigante chamada General Sherman (1250 tons)                     |
| 106 gigagrama (Gg)                           | 1.5×106 kg      | Portão individual da Barreira do Tâmisa                                           |
| 106 gigagrama (Gg)                           | 2.041×106 kg    | Massa no lançamento do Space Shuttle (2041 tons)                                  |